# Lighthouse Wien
Das Lighthouse Wien ist ein Wohnprojekt für vormals obdachlose, substanzabhängige Menschen mit HIV, AIDS, Hepatitis und/oder psychischen Erkrankungen, ein nicht subventioniertes Projekt, welches seit Gründung nach den  Prinzipien von Housing First und Akzeptierende Drogenarbeit handelt. Das Lighthouse findet sich in der Dampfschiffstraße im 3. Wiener Gemeindebezirk, Wien-Landstraße, und verfügt gegenwärtig über 42 Wohnplätze (Stand Juli 2023). Es ist das einzige Wohnprojekt Österreichs, das speziell nach den Bedürfnissen von Menschen mit HIV und AIDS gestaltet wurde.

## Geschichte
Das Projekt einer Lighthouse genannten Wohngemeinschaft für an HIV/Aids erkrankte und pflegebedürftige Menschen beruht auf einer Idee von Bernhard Durst aus den 1990er Jahren, die maßgeblich von Günter Tolar, dem Wiener AIDS-Seelsorger P. Clemens Kriz OSsT und einem Komitee von Prominenten unterstützt wurde. Nach dem Vorbild der Lighthouse-Projekte in Hamburg, Basel und Zürich sollte auch in Wien ein Wohnhaus für HIV-Positive geschaffen werden. Bernhard Durst ist im März 1995 an den Folgen von HIV verstorben und hat die Realisierung nicht mehr erlebt.

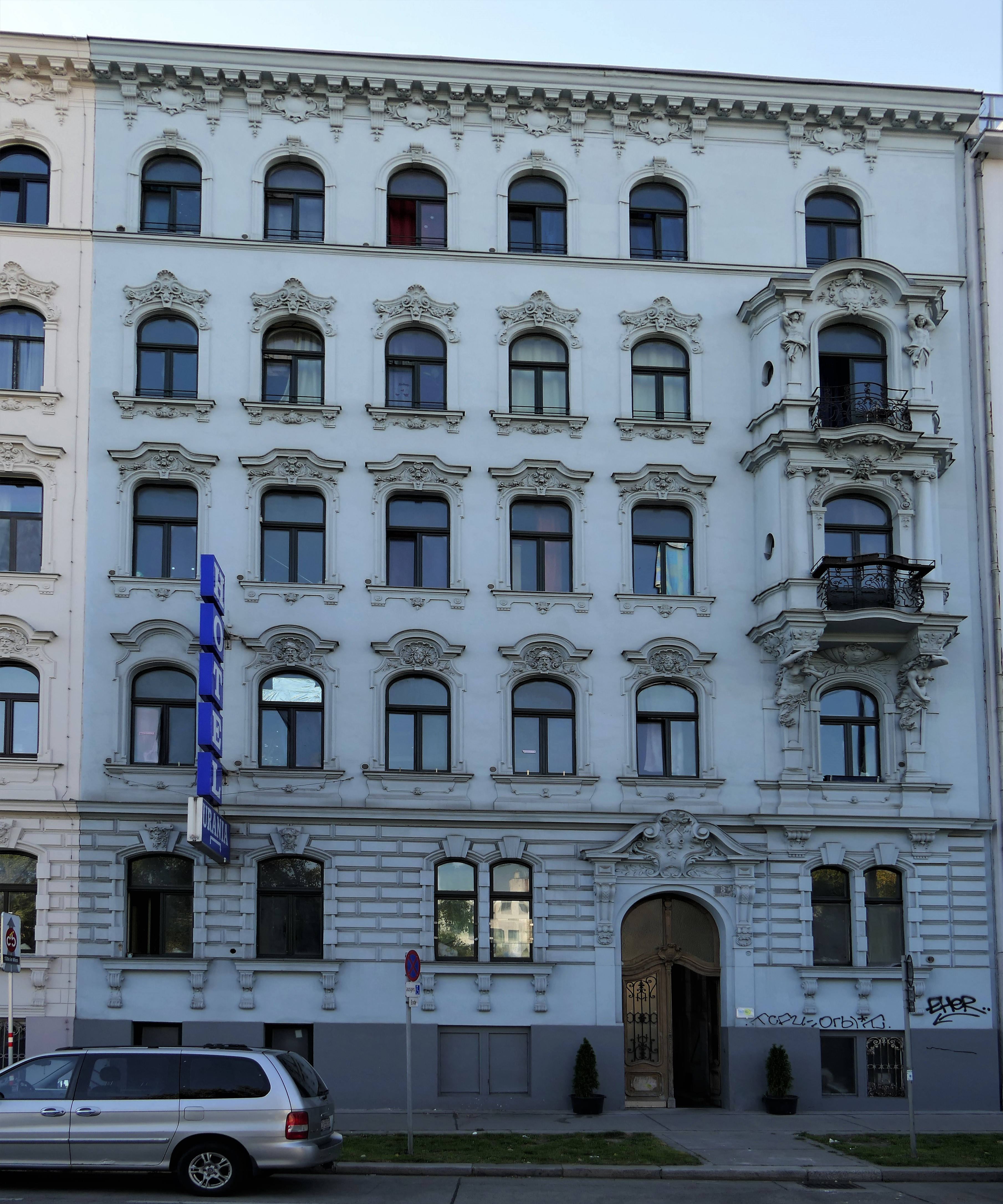
Lighthouse Wien

Die Begründung der ersten Wohngemeinschaft in Form von betreutem Wohnen, angesiedelt in der Löwengasse, erfolgte im März 2000 unter dem Aktionsnamen Dach überm Kopf im Rahmen des Selbsthilfevereines Menschen und Aids (Club Plus) durch Friederike Baca, Christian Michelides und Herbert Rausch. Die Adaptierung dieser ersten Wohnung wurde maßgeblich von Burgl Helbich-Poschacher vom AIDS-Dienst-Malteser unterstützt.
Im Mai 2001 konnte der Lighthouse-Vorläuferverein Menschen und Aids für die Aktion Dach überm Kopf die Immobilie in der Dampfschiffstraße 8, ein typisches Wiener Gründerzeithaus um 1900, pachten, in dem das Wohnprojekt in den ersten drei Jahren gemeinsam mit der Flüchtlingshelferin Ute Bock betrieben wurde. Während einige Räume sofort bewohnbar waren, musste das desolate und stark renovierungsbedürftige Haus während des laufenden Betreuungsbetriebs abschnittsweise saniert werden. Die erste bezogene Wohnung wurde, ebenso wie später das gesamte Wohnhaus und die weiteren Außenwohngemeinschaften, von Kardinal Christoph Schönborn gesegnet. Im Mai 2003 wurde der Trägerverein Lighthouse – Verein für Menschen in Not (kurz Lighthouse Wien) gegründet.
Seit Beginn wurden im Haupthaus in der Dampfschiffstrasse neun Einzelwohnungen sowie 32 Einzelzimmer mit insgesamt 42 Wohnplätzen geschaffen. Darüber hinaus wurden weitere Wohneinheiten für vier Außenwohngemeinschaften angemietet, die für 21 Wohnplätzen adaptiert wurden.
2018 wird das Lighthouse auf der Plattform Drogentherapien als eine der österreichischen Therapieeinrichtungen unter den „hilfreiche[n] Adressen zu österreichischen Einrichtungen, die sich mit den Themen Drogensucht, Opiatabhängigkeit, Drogenberatung, Substitutions- und Entzugstherapie befassen“ in Wien angeführt.

## Organisation

### Hintergrund
Einem Bericht der Wiener Zeitung aus dem Februar 2009 zufolge gebe es immer mehr Obdachlose, „die sogar in der legendären Gruft oder beim Ganslwirt [Drogenberatungsstelle, heute Jedmayer; Anm.] Hausverbot haben (etwa weil sie ‚zu‘ oder gewalttätig sind).“ Diesen bliebe dann nur der Weg in privat geführte Obdachlosenheime, „deren Ruf aber oft umstritten ist. Eines diese [sic] Projekte ist das öffentlich kaum bekannte ‚Lighthouse‘ in der Dampfschiffstraße in Wien-Landstraße.“
Sowohl beim Fonds Soziales Wien (FSW), der städtischen Drogenkoordination und selbst bei der Wiener Aids-Hilfe wolle dazu befragt niemand zum Lighthouse offiziell etwas sagen, man bekomme man nur ausweichende Antworten. Der Geschäftsführer Christian Michelides erklärte im Februar 2009 gegenüber der Wiener Zeitung, dass das Lighthouse im Gegensatz zu anderen Organisationen, wie zum Beispiel das Ernst-Kirchweger-Haus (EKH), keine öffentlichen Förderungen bekomme: „Wir bemühen uns schon lange nicht mehr um Förderungen des FSW, denn damit bekämen wir Auflagen, die einen Betrieb nicht mehr leistbar machen.“

„‚Meine Klienten fallen durch alle Netze, um sie kümmert sich keiner - und genau aus solchen Übriggebliebenen ist damals das Projekt entstanden. Angefangen habe wir mit drei Leuten, jetzt platzen wir aus allen Nähten‘, sagt der in Ausbildung stehende Familientherapeut. […] die sechs im Haus tätigen Betreuer sind zwar bemüht, laut Michelides aber großteils noch keine fertigen Therapeuten, Sozialarbeiter oder Ärzte. […] Wie Michelides versichert, habe man ‚die Lage im Griff‘ [und] mache Ausbildungslücken mit Erfahrung wett. ‚Uns ist klar, dass wir uns in einem Graubereich bewegen", sagt der Hausleiter, "aber wohin sollen die Leute? Wenn sie einen Aids-Patienten im Drogenmilieu auf der Straße leben lassen, nimmt er seine lebenswichtigen Medikamente nicht täglich. Das bedeutet ein sicheres und qualvolles Todesurteil‘, sagt Michelides.“

Zur Finanzierung wird darauf hingewiesen, dass der Trägerverein auf die Mieteinnahmen der Hausbewohner angewiesen sei. Fast alle seien Sozialhilfe- oder Pensionsbezieher bei meist einem Monatseinkommen von rund 770 Euro (Februar 2009). Dem stehe die Monatsmiete in Höhe von 380 Euro gegenüber. Der den Klienten verbleibend Rest wird auf Wunsch von der Einrichtung verwaltet und in kleinen Tranchen ausbezahlt, so könnten spontane Drogenkäufe oder Ähnliches verhindern werden.

### Bewohnerbetreuung

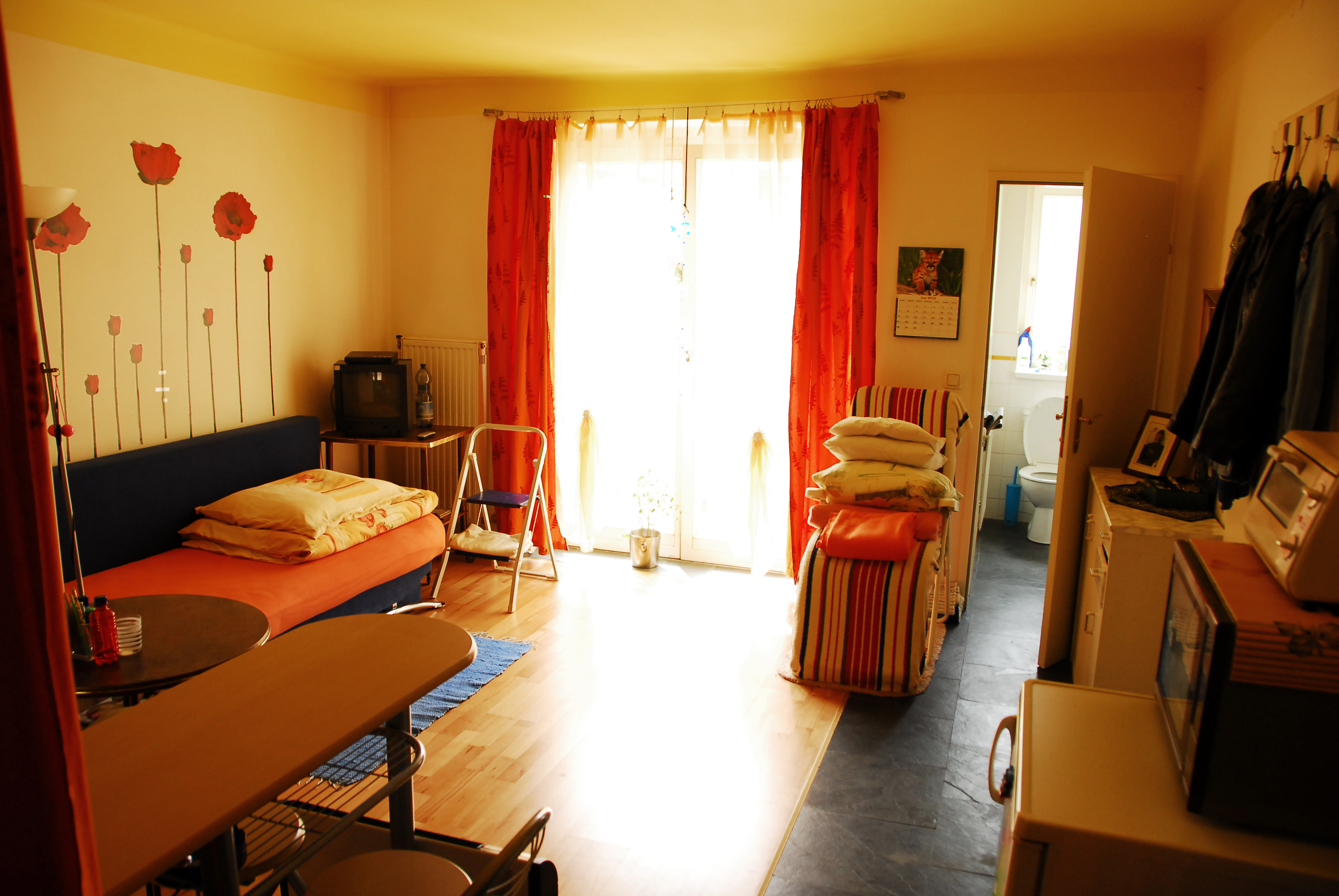
Ein Wohnraum

Die Betreuung der laufend rund sechzig Bewohner umfasst nach Angaben des Trägervereins Lighthouse das gesamte Spektrum der sozialen Arbeit, der psychosozialen Betreuung, der Rechtsberatung sowie der medizinischen und pflegerischen Versorgung.
Die Menschen, die im Lighthouse Zuflucht und Obhut suchen, würden häufig an chronischen Erkrankungen leiden. Fast alle von ihnen seien von Gewalt und/oder sexuellem Missbrauch und seien aus oftmals zerrütteten Familienverhältnissen in der Kindheit und ihrer Jugend, sowie durch oft jahrelange Obdachlosigkeit, Haft und Prostitution schwer traumatisiert. Einige der Bewohner kämen nur mit dem in der Betreuungseinrichtung an, was sie an Kleidung angezogen haben. Es sei vorrangiges Ziel der Betreuung einerseits die Sicherung des Überlebens und andererseits die Beendigung von Kriminalität und Prostitution. Für den Einzug in der Einrichtung würden keine Anforderungen gestellt, jedoch werde sofort nach Einzug wird geprüft, ob die Aufnahme ins Substitutionsprogramm geboten erscheint. Auch Haustiere seien im Lighthouse erlaubt. „Rund 80 Prozent der Klienten könnten mit diesem System gut leben und wohnen oft jahrelang im Haus, sagt Michelides.“
Das Team hat nach Darstellung des Lighthouse-Vereines folgende Gebote der Stabilisierung erarbeitet:
- die tägliche psychosoziale Betreuung am Counter
- die Anleitung zur Hygiene und Bekämpfung von Ungeziefer
- die Unterstützung und Anleitung bei der Haushaltsführung
- die Beantwortung der Amtspost und Beschaffung von amtlichen Dokumenten
- die Geldverwaltung und Kontoeröffnung
- Pensionsanträge und Pflegegeld
- Sicherung der Mobilität
- Hilfestellung bei Polizei- und Gerichtsstrafen sowie Prozessbegleitung
- die Familienzusammenführung und Regelung der Alimente
- die Haltung von Haustieren
- klinisch-psychologische Testung und Beratung
- Psychotherapie

Die Ziele und Grundsätze der Betreuung im Projekt Lighthouse Wien seien der Lighthouse-Website entsprechend:
- Den Menschen als Mensch wahrnehmen
- Sicherung des Überlebens
- Stabilisierung des Substanz-Konsums
- Beendigung der Prostitution
- Beendigung der Kriminalität
- Sicherung der finanziellen Bezüge
- Klärung aller rechtlichen Fragen
- Herstellung eines geregelten Tagesablaufes
- Familienzusammenführung, Sozialkontakte
- Förderung des Realitätssinns

### Betreuerteam und Kooperationspartner
Das multiprofessionelle Lighthouse-Betreuerteam umfasst diplomierte Drogenberater, Lebensberater und Psychotherapeuten, einen Mediator, einen Arzt, eine Sozialarbeiterin und eine Krankenschwester sowie Zivildiener, Praktikanten, Reinigungskräfte und Hausarbeiter.
Vom Bundesministerium für Gesundheit wurde der Verein nach Eigenangaben als Praktikums- und Ausbildungseinrichtung für Psychotherapeuten, Gesundheitspsychologen und klinische Psychologen und vom Bundesministerium für Inneres als Zivildienst-Einrichtung anerkannt.
Der Trägerverein kooperiert mit der Apotheke zum Feldmarschall Radetzky, den beiden Wiener HIV-Stationen Annenheim am OWS und Süd-4 am AKH, mit der Drogenberatungsstelle Jedmayer (vormals als Drogenberatungsstelle Ganslwirt bekannt) und mit HIV-mobil, nimmt regelmäßig am AIDS-Stammtisch teil und hat die Forderungen der österreichischen AIDS-Community zur AIDS 2010 in Wien mitgestaltet und unterstützt.
Auch mit den Sozialämtern und der Polizei bestünde gutes Einvernehmen. Da viele der Klienten lange Haftstrafen hinter sich hätten, psychisch krank, manche auch besachwaltert seien, können sie sich nicht mehr in normale Gemeinschaften einfügen. Vonseiten des Lighthouse bekämen die Klienten daher Hilfe im Alltag und sie werden sie bei Bedarf zu dringenden Amtswegen begleitet: „Das sind oft mühsame Spießrutenläufe zwischen Arbeitsamt, Pensionsversicherung, Sozialamt und Gebietskrankenkasse, wo die Leute im Kreis geschickt werden, bis sie aus den Bezügen fallen.“ (Michelides, zitiert nach Wiener Zeitung, 2009)

### Trägerverein
Der Trägerverein  Lighthouse – Verein für Menschen in Not wurde mit Entstehungsdatum 5. Mai 2003 gegründet und wird von einem ehrenamtlichen Vorstand geleitet. Gründungsobfrau war Friederike Baca, ihr folgten 2005 Andreas Hofmann, 2008 Herbert Rausch und 2020 Margit Fleck (als Obfrau) und erneut Andreas Hofmann (als Obmann).
Als Leiter des Projektes seit Gründung fungiert Christian Michelides, Lebens- und Sozialberater (seit 2002) und Psychotherapeut (seit 2010).

## Auszeichnungen
- 2006: Finalist Austria des World Habitat Award[2] als erstes österreichisches Wohnprojekt[14]